# Lactarius subdulcis
Lactarius subdulcis (Christian Hendrik Persoon, 1801 ex Samuel Frederick Gray, 1821), denumit în popor buretele vacii sau turta lupului, este o specie foarte comună de ciuperci comestibile din încrengătura Basidiomycota în familia Russulaceae și de genul Lactarius. Acest burete coabitează, fiind un simbiont micoriza (formează micorize pe rădăcinile arborilor). În România, Basarabia și Bucovina de Nord crește solitar, dar și în grupuri pe sol proaspăt, calcaros sau neutru, în păduri de foioase, sub fagi, mult mai rar și în cele de conifere, acolo sub pini și molizi. Apariția este târzie, din septembrie până noiembrie.

## Descriere

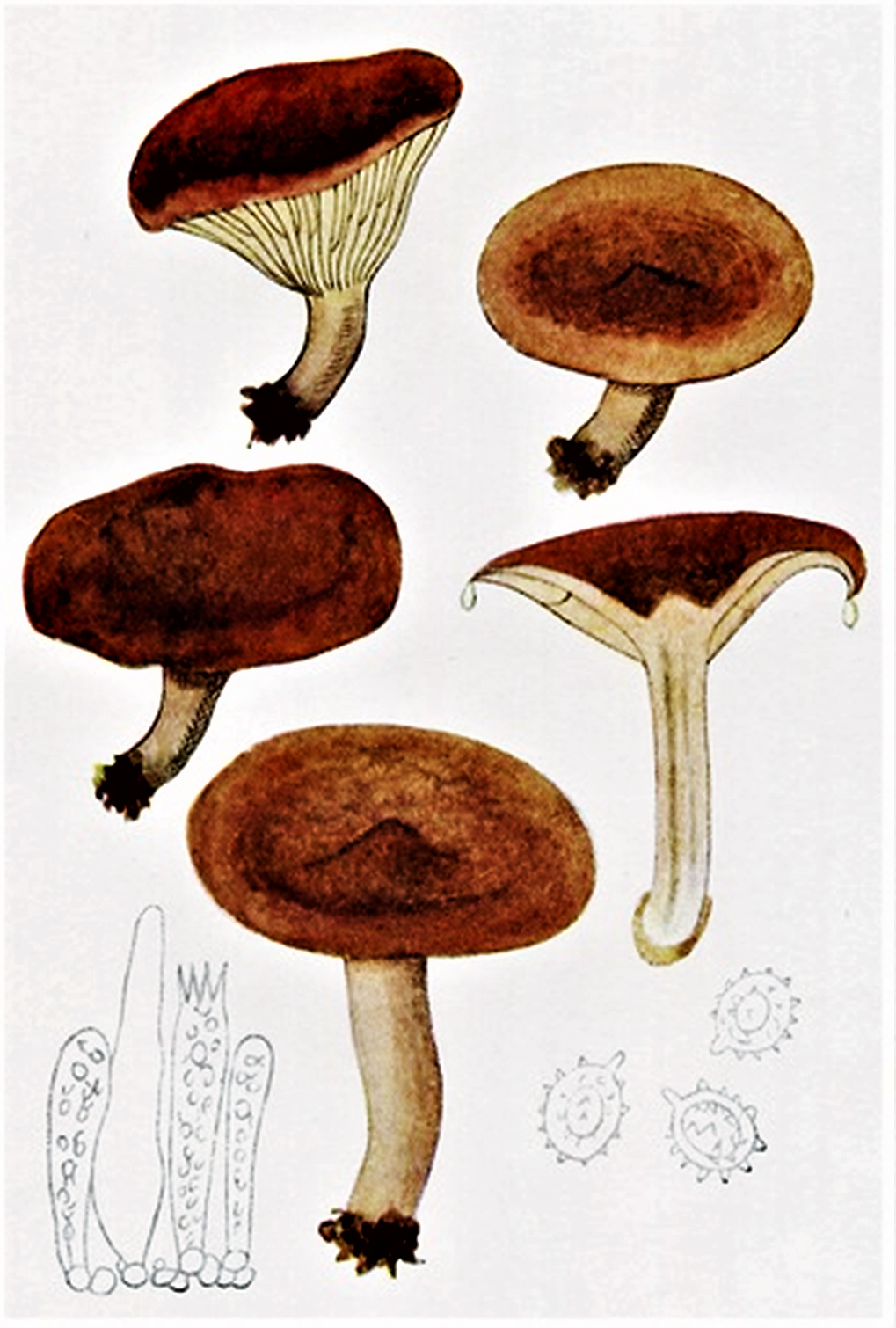
Bres.: Lactarius subdulcis

- Pălăria: are un diametru de 3-8 cm, este destul de cărnoasă, la început convexă, apoi din ce în ce mai plată și la deplină maturitate adâncită, adesea cu o papilă mai mult sau mai puțin semnificativă în mijloc. Cuticula este netedă și  mată până slab catifelată, aproape mereu uscată, colorată de la ocru închis peste brun-portocaliu murdar, slab maroniu până la castaniu sau brun de cuișoare. În vârstă, se decolorează foarte des la margine, fiind și slab canelată.
- Lamelele: stau numai puțin dense, sunt relativ subțiri, cu lamelule intercalate și nu prea înalte. Coloritul oscilează între pal crem și slab roșior, devenind la bătrânețe brun ca scorțișoara. Arată adesea câteva pete mici brunișoare.
- Piciorul: are o înălțime de 5-8 cm și o lățime de 0,8-1,2 cm, este neted, cilindric precum ușor subțiat spre pălărie, tânăr plin, dar gol la bătrânețe. Coloritul tinde între palid brun-gălbui și brun ca scorțișoara, fiind spre vârf și bază mai deschis și la bază țesălat-pâslit.
- Carnea: este albicioasă, destul de compactă, cu miros caracteristic dulcișor-rânced în special la exemplarele mature (miros ce dispare după tratamentul termic). Gustul este în primul moment plăcut, dar rezidual ceva amărui.
- Laptele: nu-și schimbă niciodată culoarea, este albicios până foarte slab crem, lăptos, fără miros, la început dulce, dar repede ceva amărui.
- Caracteristici microscopice: are spori rotunjori,  verucoși, striați și reticulați și au o mărime de 7,4-8,2 x 6,2-6,7 microni, pulberea lor fiind albicioasă.[4][5]
- Reacții chimice: Carnea buretelui se colorează cu acid sulfuric verde, cu Hidroxid de potasiu deschis gri-măsliniu, cu fenol de la roșu de vin murdar spre brun ca ciocolata, cu guaiacol după 10 minute gri-ocru, mai târziu roșu de vin, cu sulfat de fier încet gri-verzui și cu tinctură de Guaiacum imediat portocaliu decolorând apoi în gri-ocru-verzui.[6]

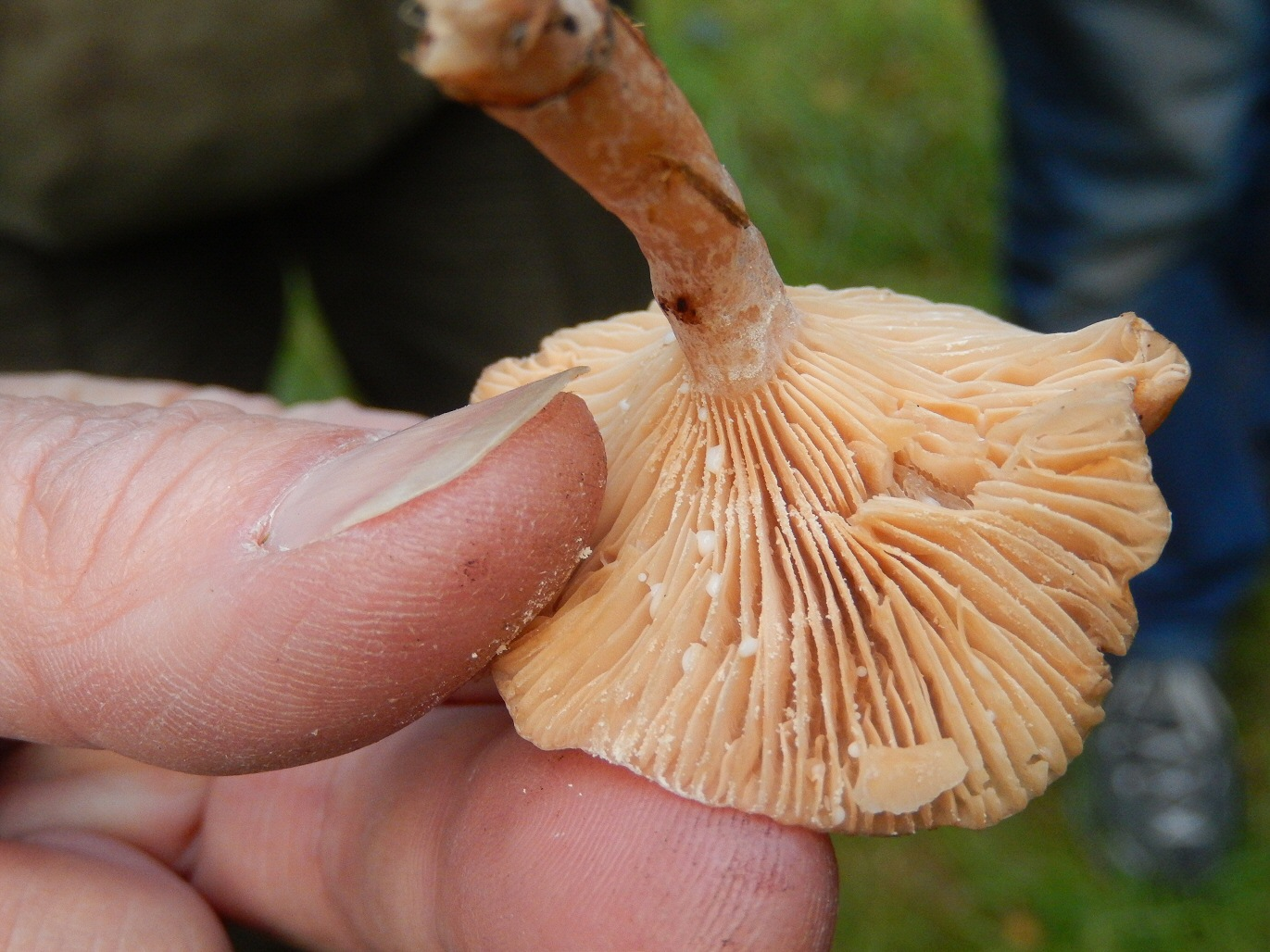
L. subdulcis, lamele și picior
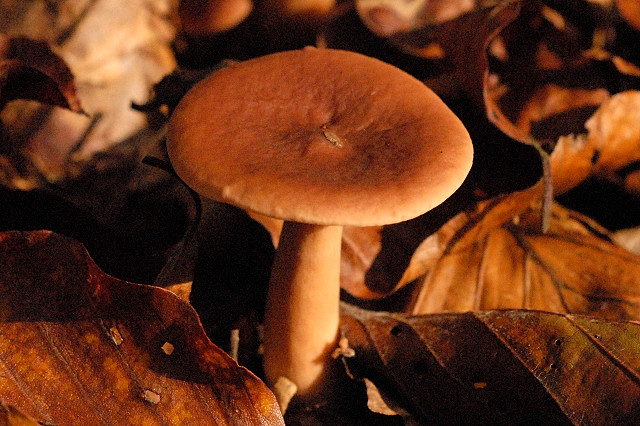
L. subdulcis mai tânăr, văzut de sus
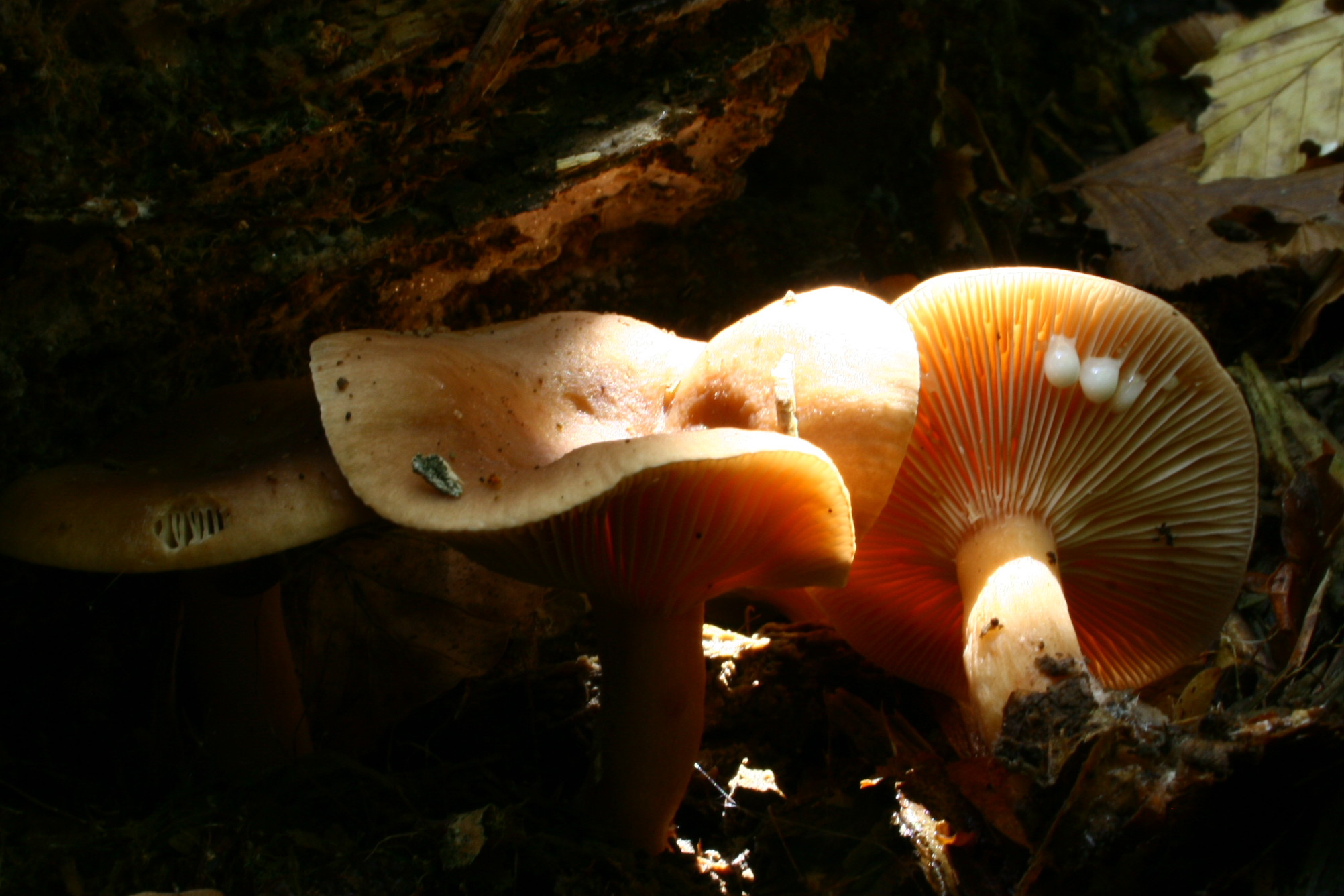
L. subdulcis mai bătrâni

## Confuzii
Buretele vacii poate fi confundat cu mai multe specii Lactarius cu suc alb care aproape toate sunt necomestibile, de exemplu: Lactarius aurantiacus sin. Lactarius mitissimus (comestibil), Lactarius azonites (necomestibil),  Lactarius camphoratus (comestibil), Lactarius decipiens (necomestibil), Lactarius fuliginosus (necomestibil), Lactarius hysginus (necomestibil), Lactarius pterosporus (necomestibil), Lactarius quietus (comestibil, de valoare culinară foarte scăzută), Lactarius rufus (necomestibil), Lactarius romagnesii (necomestibil, Lactarius serifluus (necomestibil), Lactarius subumbonatus (necomestibil) sau Lactarius tabidus (necomestibil).

## Specii asemănătoare

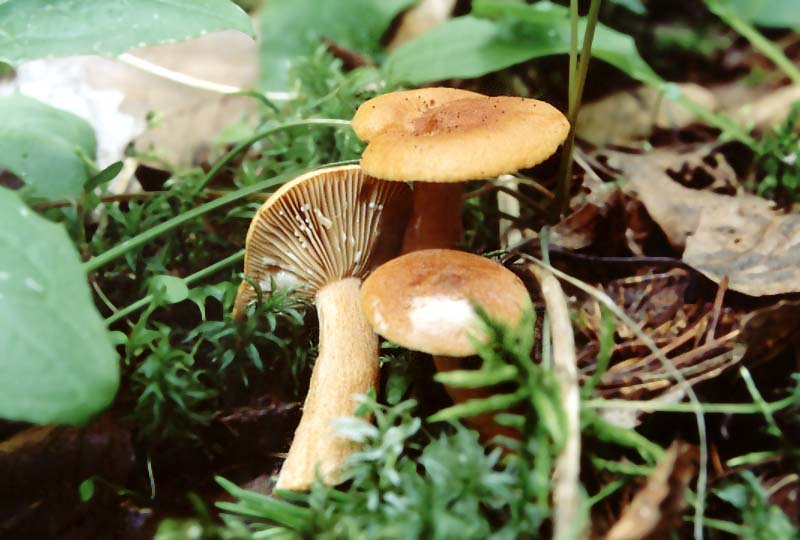
Lactarius aurantiacus sin. mitissimus
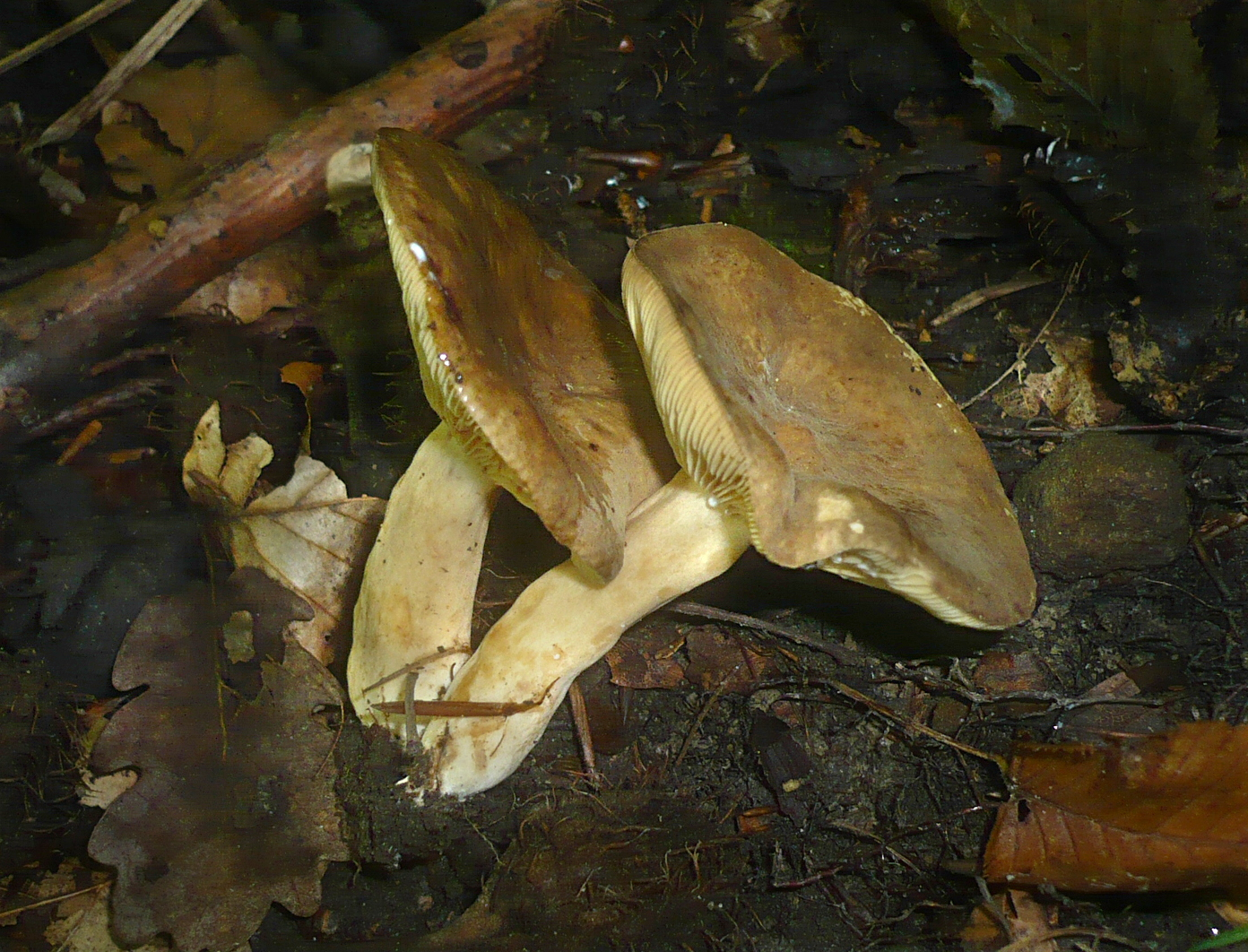
!Lactarius azonites!
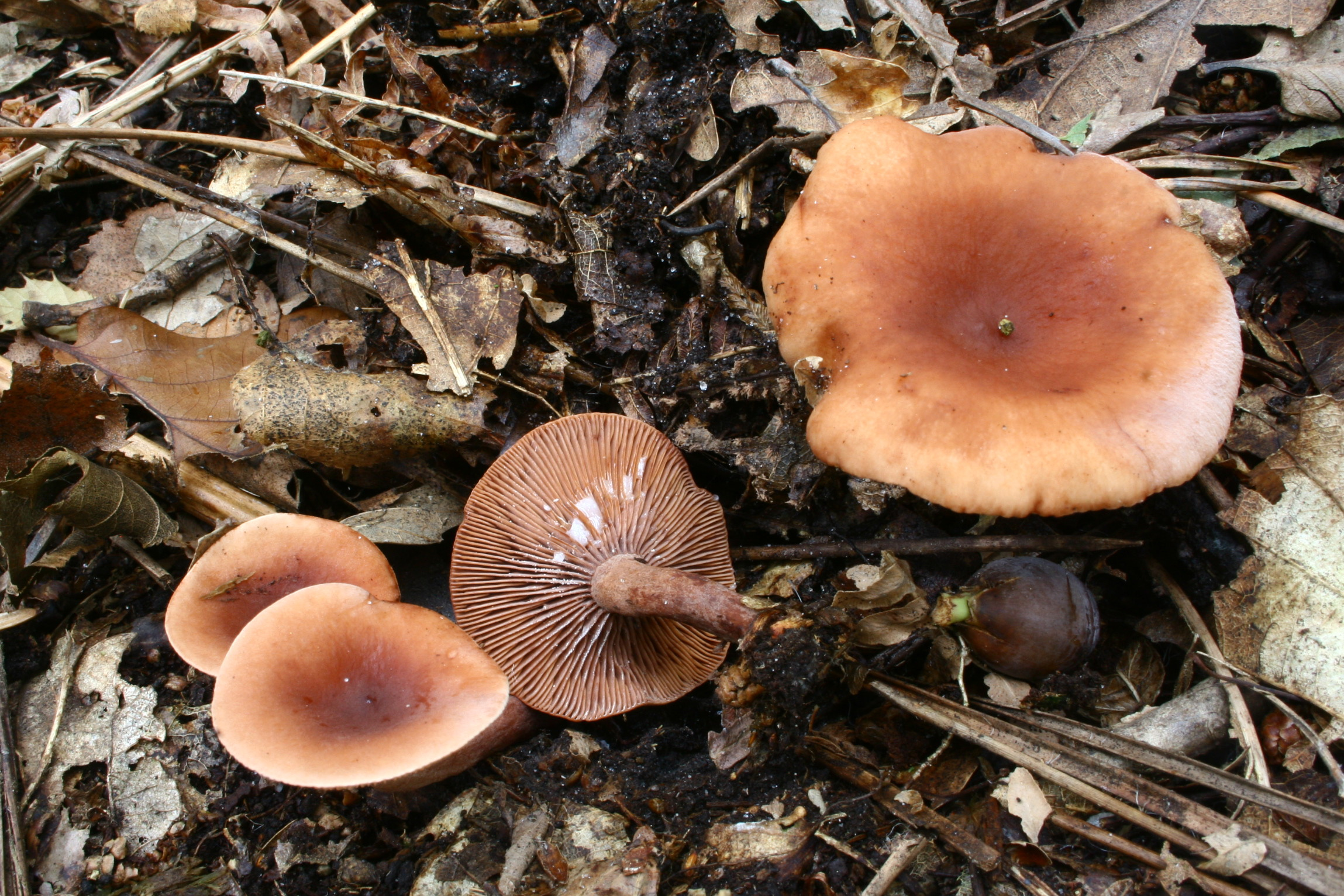
Lactarius camphoratus
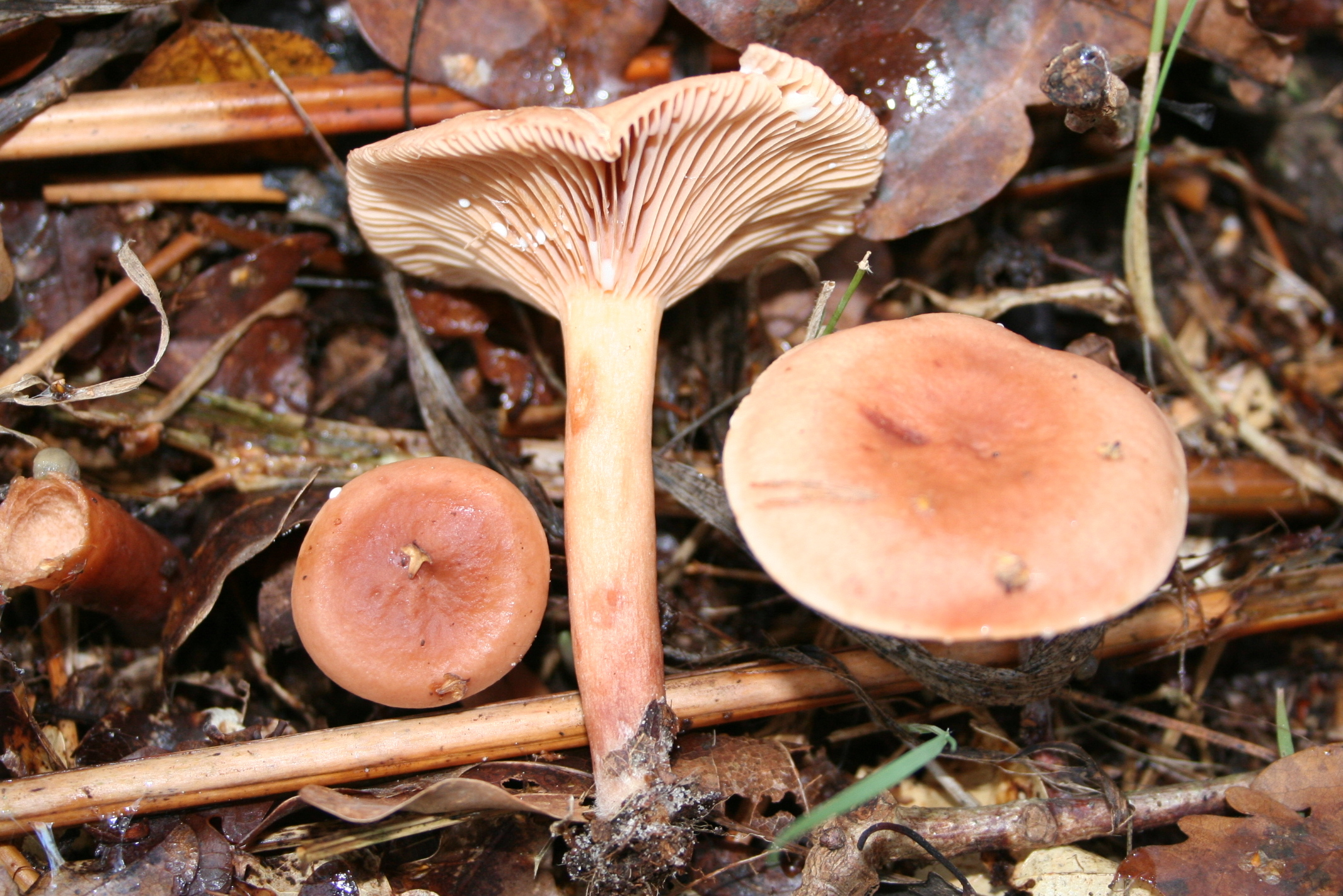
! Lactarius decipiens!
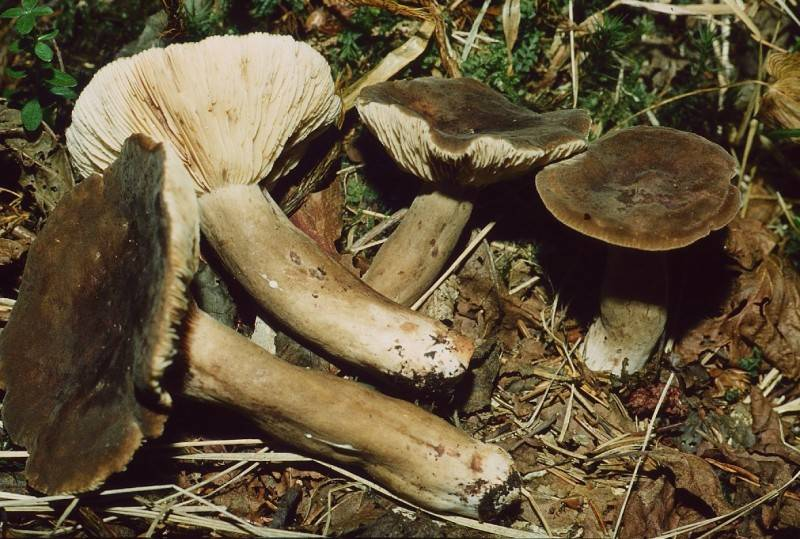
!Lactarius fuliginosus!
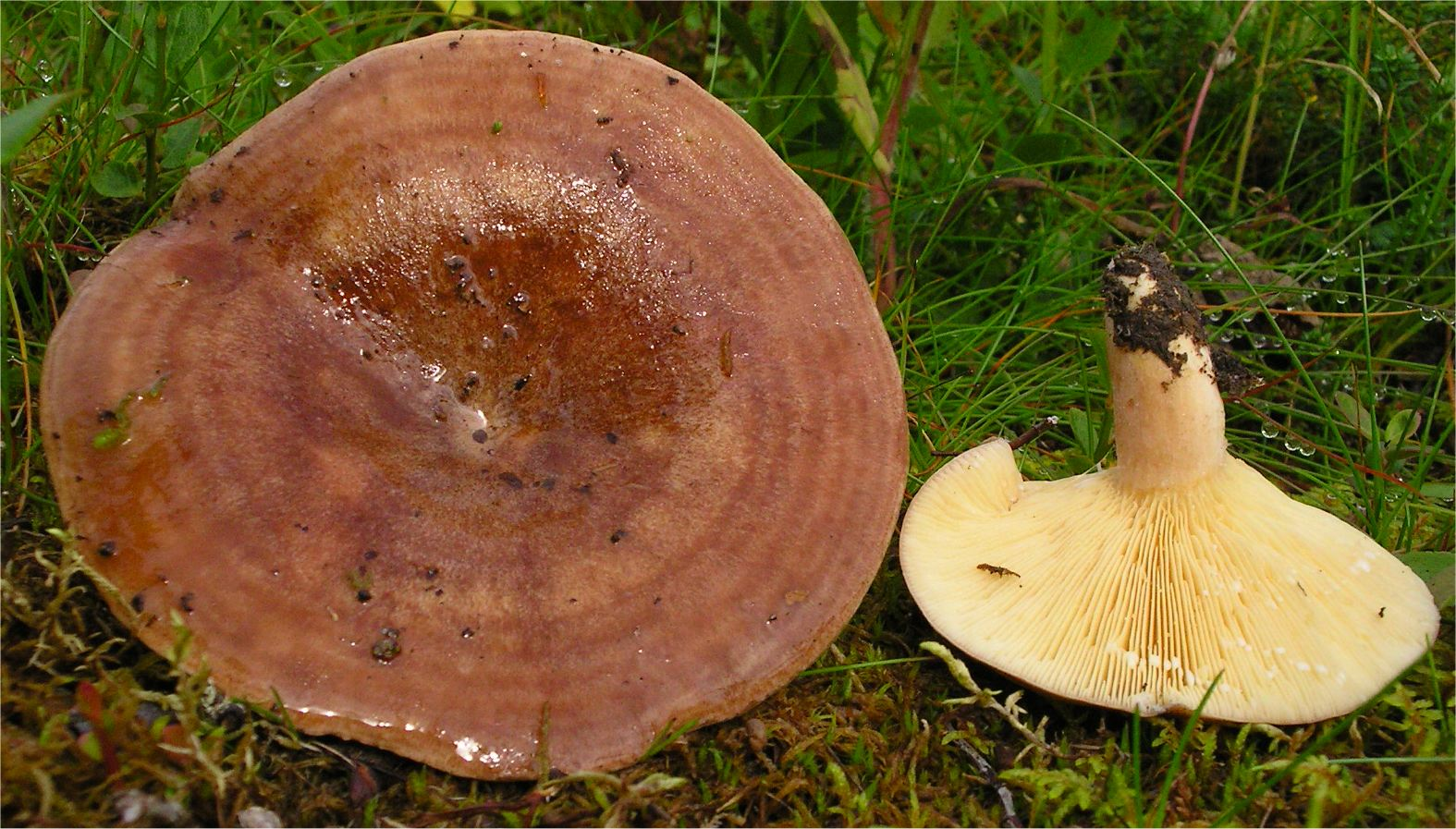
!Lactarius hysginus!
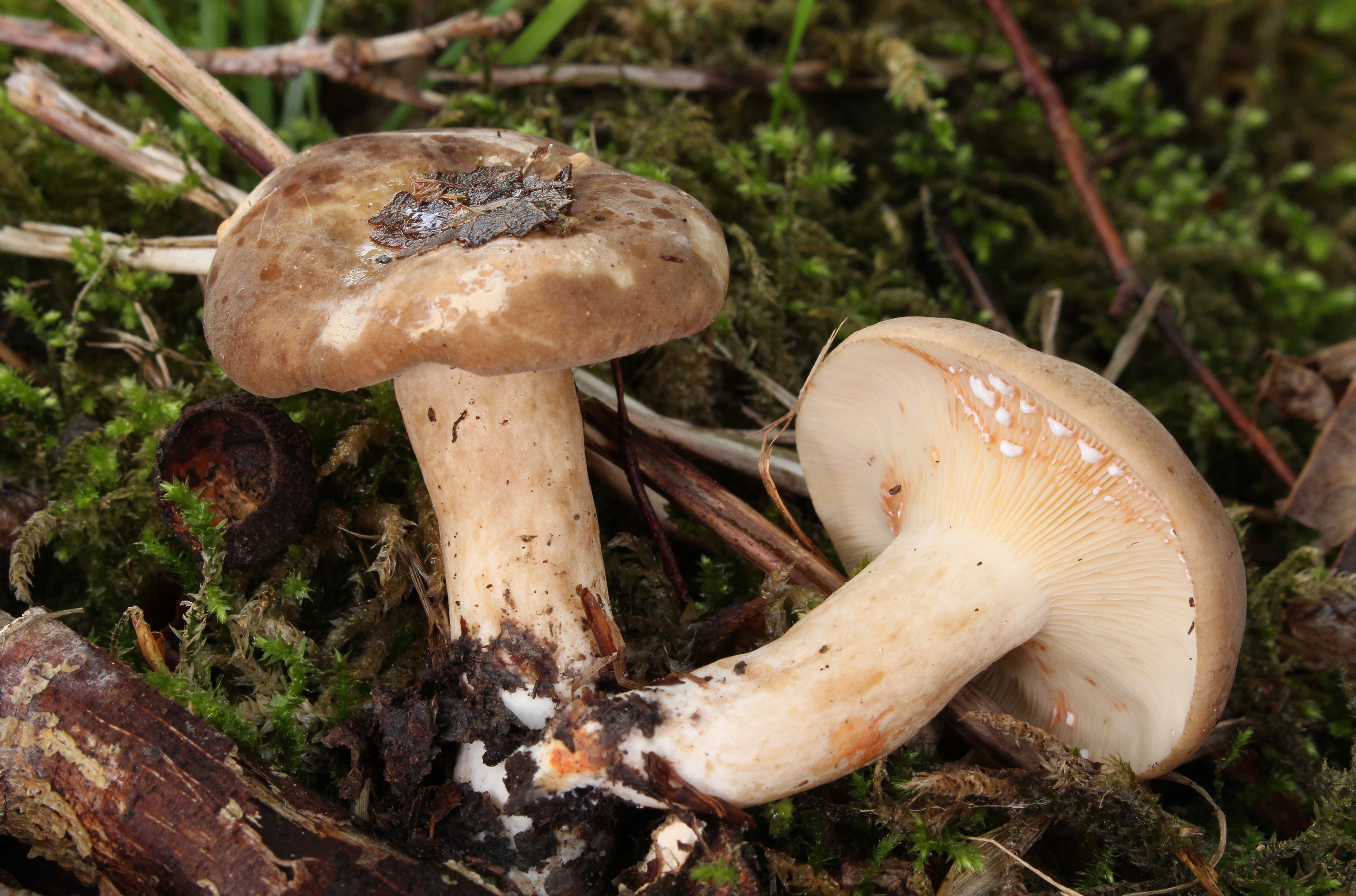
!Lactarius pterosporus!
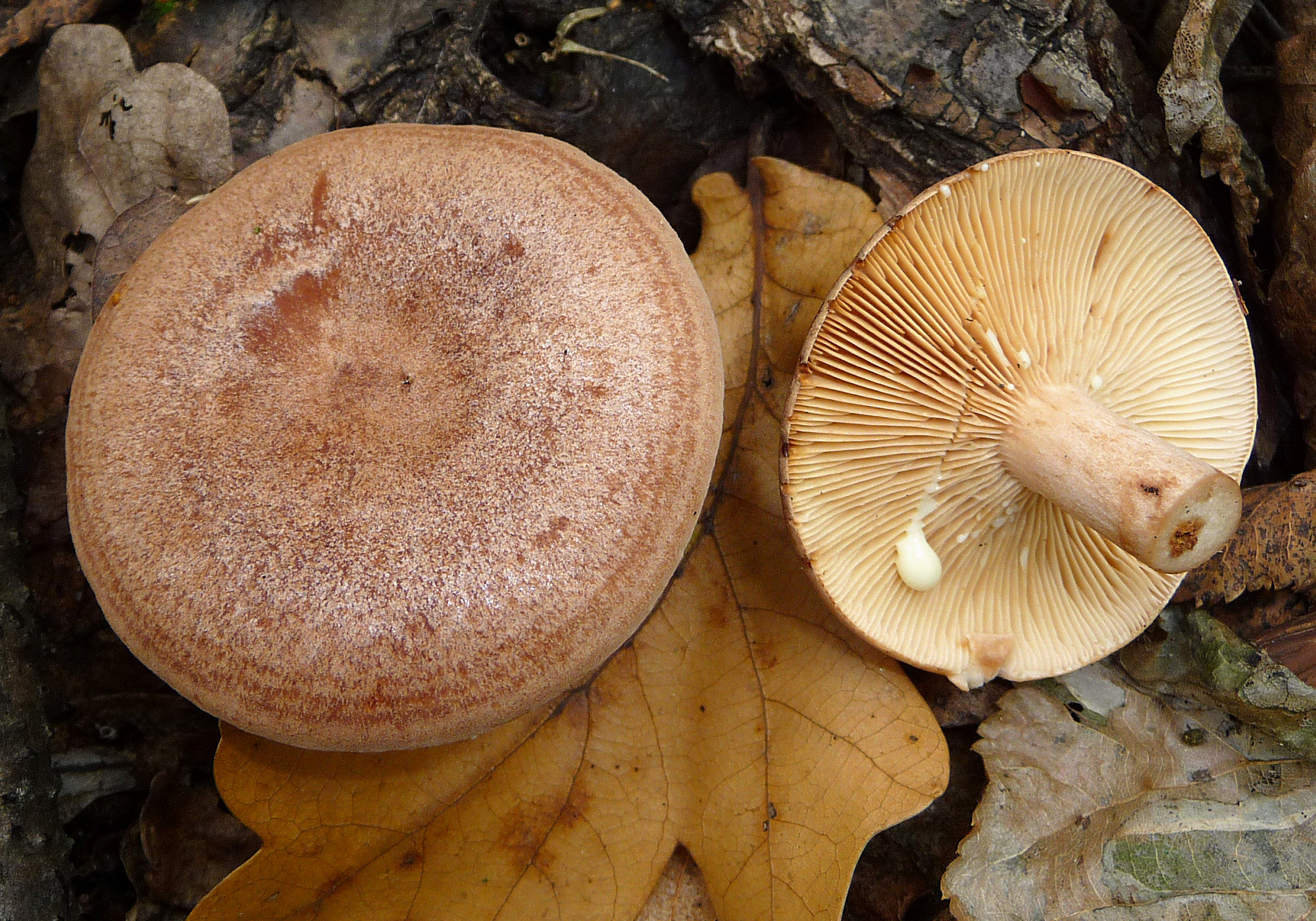
Lactarius quietus

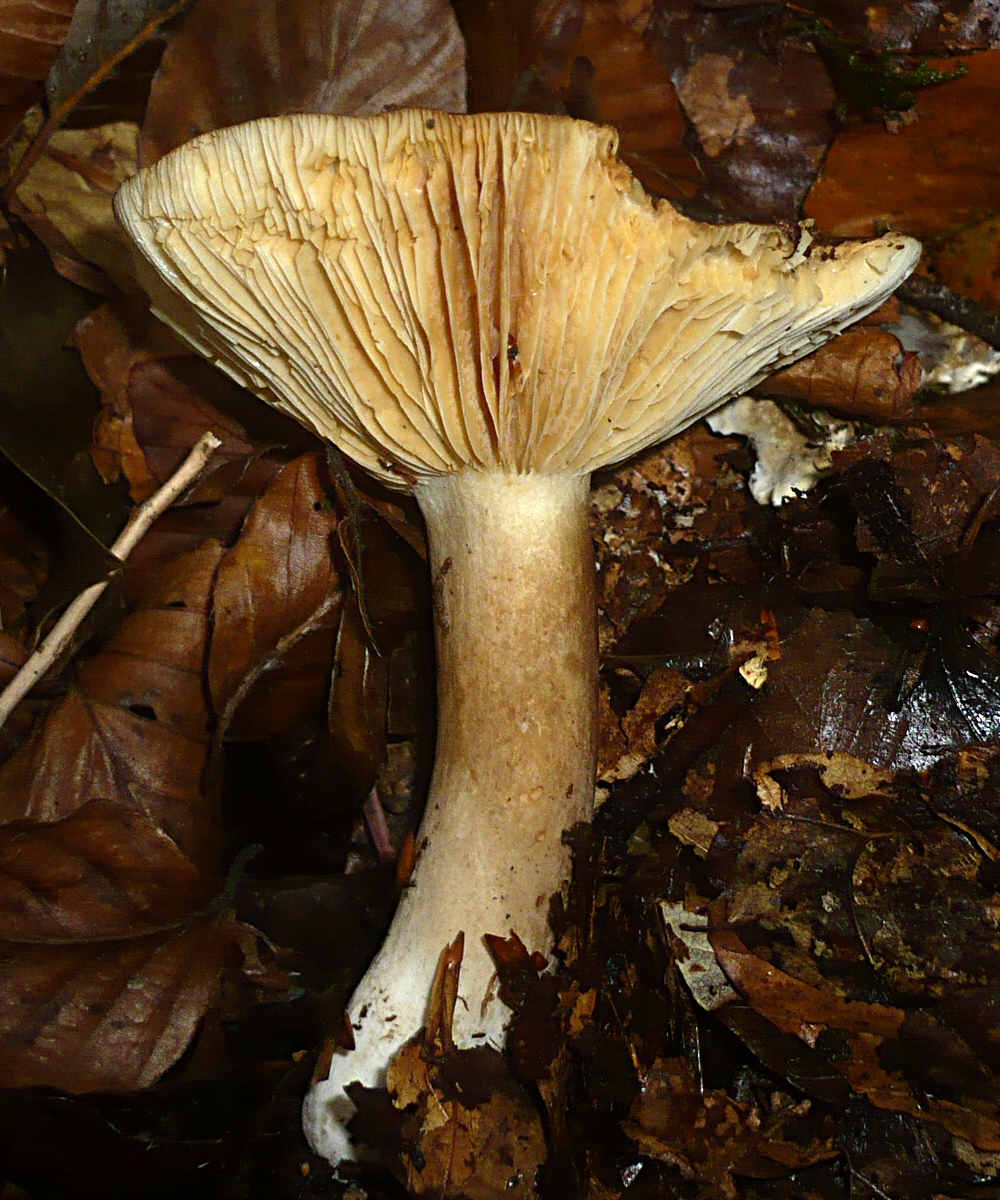
!Lactarius romagnesii!
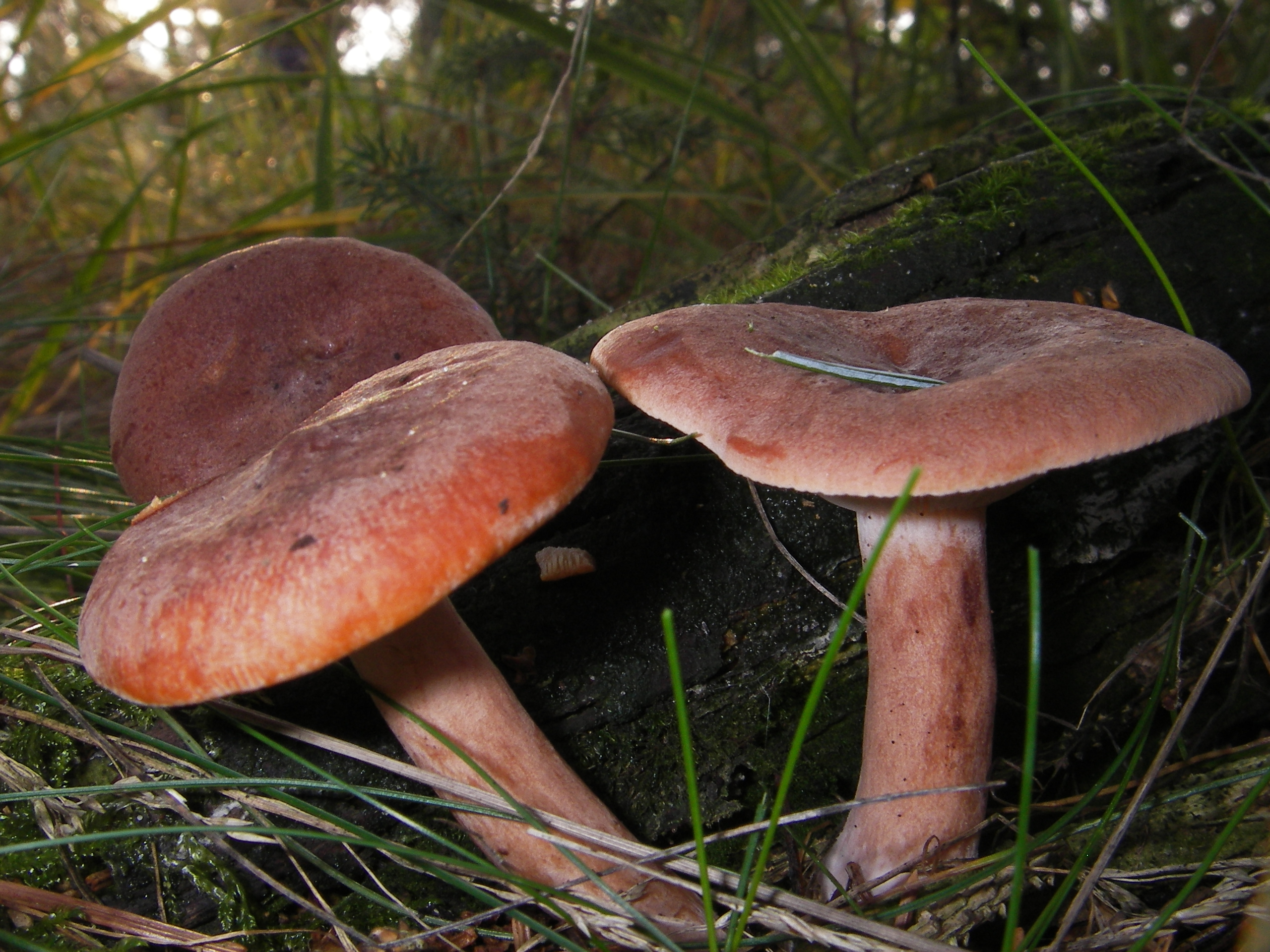
!Lactarius rufus!
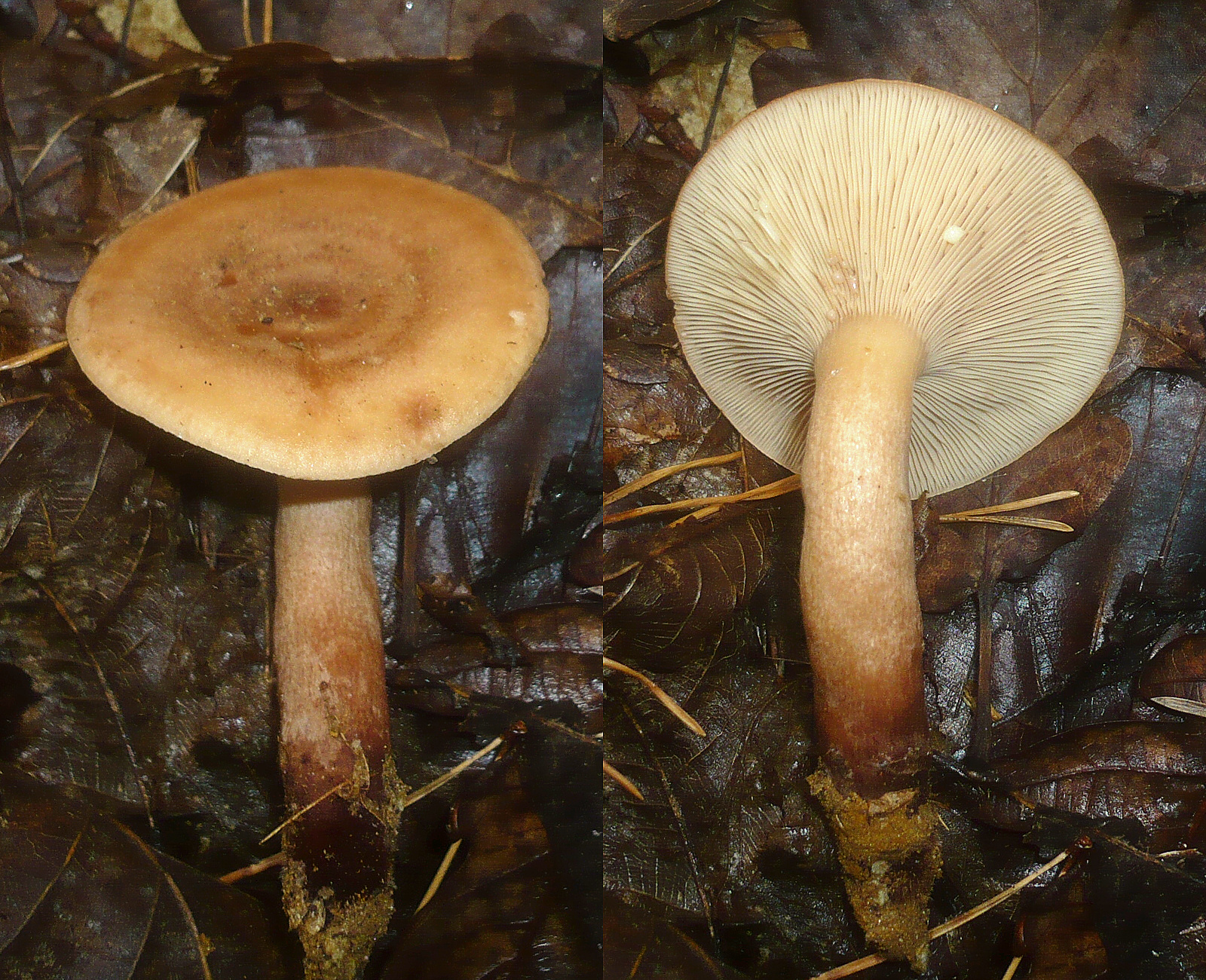
!Lactarius serifluus!
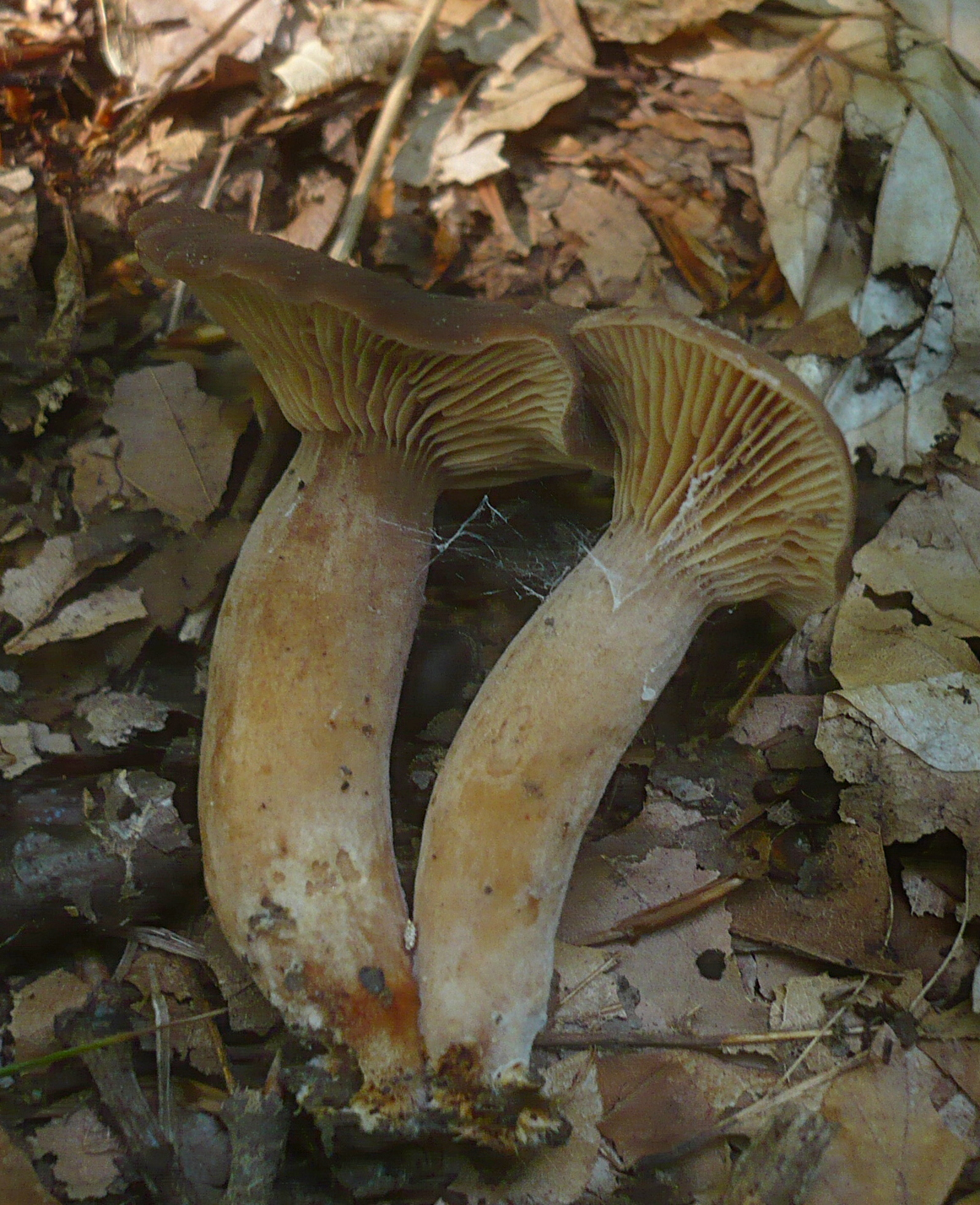
!Lactarius subumbonatus!
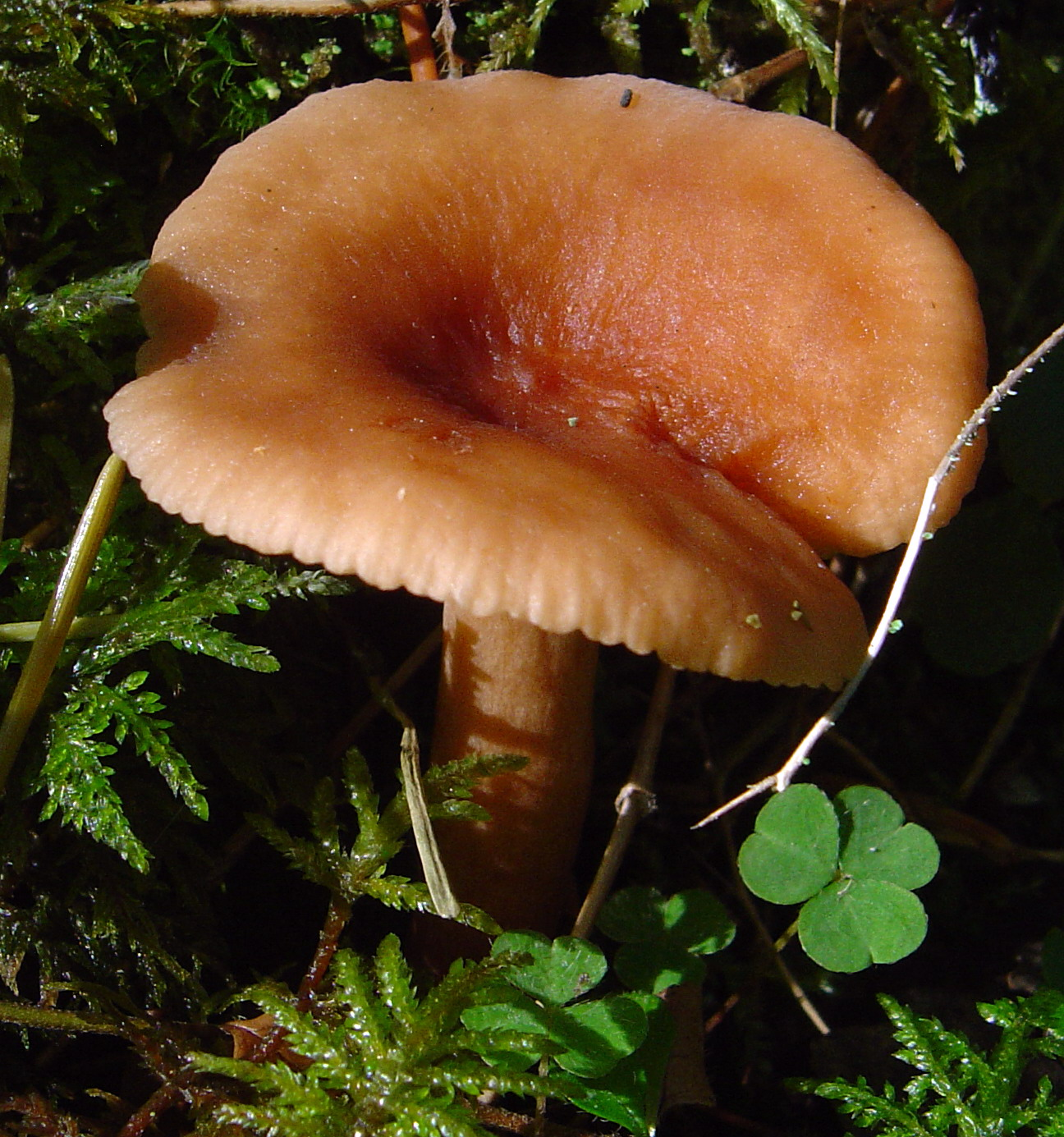
Lactarius tabidus

## Valorificare
Deci buretele vacii nu atinge nici asemănător savoarea lăptucii dulci, el poate fi preparat ca ea: niciodată fiert, mereu prăjit sau la grătar, după acea, de asemenea, cu posibilitatea de conservare în oțet sau ulei.